# Bergbauwanderweg Baak
Der Bergbauwanderweg Baak, auch Bergbauwanderweg Baak-Sundern ist ein etwa drei Kilometer langer Rundweg südlich Bochum und nördlich des Ruhrflusses. Planer und Koordinator ist die Untere Denkmalbehörde der Stadt Bochum.

## Verlauf
Dieser Bergbauwanderweg führt vom Bochumer Stadtteil Sundern in südöstlicher Richtung zum Ruhrufer im Hattinger Ortsteil Baak und wieder zurück zum Ausgangsort. Der Rundweg führt an mehreren Orten vorbei, die an den frühen Bergbau in Bochum und die dazu notwendige Verkehrstechnik erinnern. Neben mehreren Zechen beispielsweise der Nöckersbank und Anna Catharina kreuzt der Wanderpfad den Verlauf bzw. führt teilweise parallel zu zwei ehemaligen Kohlenwegen, die  mit Pferden betrieben wurden. Auf dem Rauendahler Schiebeweg wurde die abgebaute Steinkohle der beiden erwähnten Zechen zum Ruhrfluss befördert. Hier endete auch die zweite Kohlenbahn, denn hier erfolgte zum Weitertransport das Verladen auf spezielle Kohleschiffe, die Aaken. In der Nähe des Ufers erinnert ein Nachbau eines Kohlenwagens. Der Rauendahler Schiebeweg gilt als erste Bahn im deutschsprachigen Raum, die auf eisenbeschlagenen Schienen verkehrte.
Der Wanderweg führt dann vom Baaker Ruhrufer aus ein Stück dem Verlauf der zweiten Bahn, der ehemaligen Baaker Pferdebahn. Diese war unter anderem für die Baaker Mulde errichtet worden. Danach folgt der Wanderpfad einem Waldweg, in dessen Nähe sich eine Rekonstruktion des Stollenmundloches der Zeche Dickebaeckerbank befindet, bevor er sich wieder seinem Nullpunkt nähert.

## Stationen

Mundloch des jüngeren Sankt Matthias Erbstollen II an der Obernbaakstraße

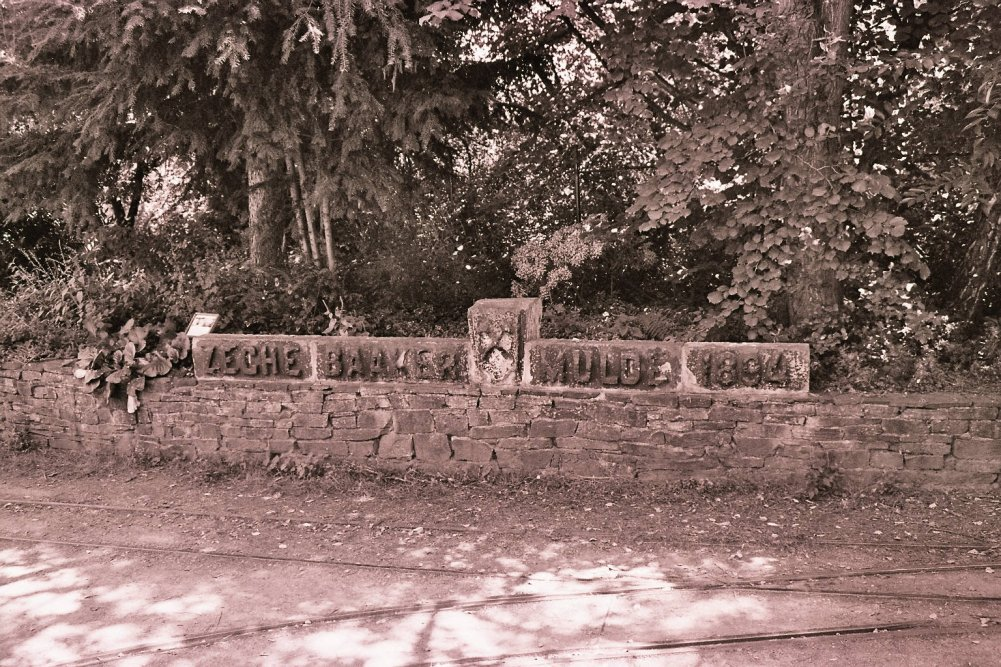
Portalrest einer Kleinbahn zur Zeche Baaker Mulde, Teil des Gleisanschlusses zur Bochumer Normalspurbahn

- Papenloh – Lüftungsgebäude einer Schachtanlage
- Siepen – Wüstungen einer Kleinzeche
- Siepenhang – Kreuzung des ehemaligen Rauendahler Schiebeweg
- Rauendahlstraße – Ruhrufer
- Erinnerung an den Sankt Matthias Erbstollen
- Rauhendahlstraße – Kläreinrichtung für Bergwerk
- Baaker Straße – Baaker Bahn
- Baaker Straße – Widerlager der Seilbahn der Zeche Friedlicher Nachbar
- Deimketal – Friedlicher Nachbar
- Waldweg – Rekonstruktion des Stollenmundloches
- Obernbaakstraße/Auf der Krücke – Erinnerung an den Förderschacht der Zeche Dickebaeckerbank
- Auf der Krücke – Bergbaugrenzstein